# Rivière Talayarde
Pour les articles homonymes, voir Talayarde.
La rivière Talayarde est un affluent de la rivière Sainte-Anne coulant dans le territoire non organisé de Lac-Blanc et dans la ville de Saint-Raymond, dans la municipalité régionale de comté (MRC) de Portneuf, dans la région administrative de la Capitale-Nationale, dans la province de Québec, au Canada.
La vallée de la rivière Talayarde est surtout desservie par la route forestière R0300 qui remonte vers le nord en passant du côté est de la vallée. Quelques routes secondaires desservent le territoire pour les besoins de la foresterie et des activités récréotouristiques.
Les principales activités économiques du secteur sont la foresterie et les activités récréotouristiques.
La surface de la rivière Talayarde (sauf les zones de rapides) est généralement gelée de début décembre à fin mars, mais la circulation sécuritaire sur la glace se fait généralement de fin décembre à début mars. Le niveau de l'eau de la rivière varie selon les saisons et les précipitations ; la crue printanière survient en mars ou avril.

## Géographie
Les principaux bassins versants voisins de la rivière Talayarde sont :
- côté nord : rivière Sainte-Anne ;
- côté est : rivière Sainte-Anne, rivière Talayarde Nord-Est ;
- côté sud : rivière Sainte-Anne, rivière Verte ;
- côté ouest : Bras du Nord, rivière Écartée[2].

La rivière Talayarde prend sa source à l'embouchure du lac Talayarde (longueur : 0,8 km ; altitude : 561 m) situé dans le territoire non organisé de Lac-Blanc. À partir de cette embouchure, la rivière Talayarde coule sur 23 km généralement vers le sud en zone forestière, avec une dénivellation de 316 m, selon les segments suivants :
- 9,5 km vers le sud en bifurquant vers le sud-est, jusqu'au ruisseau Couat (venant du nord-ouest) ;
- 6,7 km vers le sud-ouest en courbant vers les sud dans une vallée encaissée, jusqu'à la décharge (venant de l'ouest) du Lac de la Bibite et du Petit lac de la Bibite ;
- 4,6 km en formant d'abord un crochet vers l'est, puis vers le sud et vers le sud-est dans une vallée encaissée traversant une série de rapides, jusqu'à la rivière Talayarde Nord-Est (venant du nord) ;
- 2,2 km vers le sud formant un grand S entre le pied de la montagne (côté ouest) et la plaine du côté est, jusqu'à son embouchure[2].

La rivière Talayarde se déverse sur la rive ouest de la rivière Sainte-Anne face à quelques îles. Cette confluence est située à :
- 11,2 km en amont de la rivière Verte ;
- 13,1 km au nord du centre-ville de Saint-Raymond ;
- 5,5 km au nord du centre du village de Lac-Sept-Îles ;
- 60,3 km au nord-ouest de la rive nord-ouest du fleuve Saint-Laurent[2].

À partir de cette confluence, le courant descend sur 97,9 km généralement vers le sud et le sud-ouest en suivant le cours de la rivière Sainte-Anne, jusqu'à la rive nord-ouest du fleuve Saint-Laurent.

## Toponymie
Ce toponyme figure sur le plan de 1829 du chef wendat (huron) ; Nicolas Vincent utilise la graphie Télahiay pour désigner ce cours d'eau. La même année, l'arpenteur-explorateur John Adams écrit que les Wendats « appellent cette branche de la rivière Ste. Anne Tilayer » (Les Ailes Marquées) d'après une folle tradition de l'enlèvement d'une loutre par un oiseau, qui aurait marqué la neige du bout de ses ailes. » Le géomètre Ignace P.-Déry désigne cette rivière sous le nom Talleyarde, en 1862. L'arpenteur N. J. E. Lefrançois emploie la forme actuelle Rivière Talayarde dans son rapport de 1888.
Le toponyme rivière Talayarde a été officialisé le 5 décembre 1968 à la Banque des noms de lieux de la Commission de toponymie du Québec.